# Station Hardegsen
Station Hardegsen (Bahnhof Hardegsen) is een spoorwegstation in de Duitse plaats Hardegsen, in de deelstaat Nedersaksen. Het station ligt aan de spoorlijn Ottbergen - Northeim.

## Indeling
Het station beschikt over twee zijperrons, die niet zijn overkapt maar voorzien van abri's. Het tweede zijperron ligt tussen spoor 1 en spoor 2 en is via een overpad vanaf het eerste perron. Aan de zuidzijde van de sporen bevinden zich een parkeerterrein, een fietsenstalling en een bushalte. Tevens staat hier het stationsgebouw van Hardegsen, maar deze wordt als dusdanig niet meer gebruikt.

## Verbindingen
De volgende treinserie doet het station Hardegsen aan:
| Serie | Treinsoort                   | Route                                                                                                  | Bijzonderheden                                                         |
| ----- | ---------------------------- | --- | ---------------------------------------------------------------------- |
| RB 81 | Regionalbahn (DB Regio Nord) | Nordhausen – Bad Lauterberg im Harz Barbis – Herzberg (Harz) – Northeim (Han) – Hardegsen – Bodenfelde | Eenmaal per twee uur; versterkingsritten tussen Bodenfelde en Northeim |